# Extraordinary You
Extraordinary You (hangul: 어쩌다 발견한 하루, RR: Eojjeoda Balgyeonhan Haru, lit. Ha-ru Found By Chance), es un drama surcoreana emitida del 2 de octubre del 2019 hasta el 21 de noviembre del 2019, a través de MBC TV.
El drama está basado en el webtoon "July Found by Chance" (어쩌다 발견한 7월) de Moo Ryu.

## Historia
Eun Dan-oh es una joven estudiante de 17 años que proviene de una familia adinerada y sufre de una afección cardíaca de por vida que inevitablemente terminará con su vida y no le permitirá avanzar a la adultez.
Sin embargo cuando Dan-oh comienza a darse cuenta de que ha estado experimentando grandes lagunas en su memoria, descubre una triste realidad: en realidad ella junto a todas las personas de su escuela, en realidad son personajes de un webtoon coreano llamado "Secret" y todas sus acciones han estado predeterminadas por el artista que los dibuja. Para empeorar las cosas, también se da cuenta de que es un personaje secundario del elenco y no la principal.
Con una nueva comprensión del mundo en el que habita, Dan-oh está determinada a encontrar el verdadero amor en su propia trama y evitar los planes de la autora para su personaje utilizando los flashes del guion gráfico que sólo ella puede ver.
A ella se le unen Ha Roo, un joven estudiante que también sabe que están dentro de una historieta y de quien Dan-oh poco a poco comienza a enamorarse; Baek Kyung, un estudiante y miembro del grupo conocido como los "A3", así como el prometido de Dan-oh dentro de la historia; y Oh Nam-joo, un estudiante popular y líder de los "A3", que se enamora de Yeo Joo-da, la protagonista de la historia.
También están Lee Do-hwa, el tercer miembro de los "A3", y Jin Mi-chae, un misterioso estudiante que también sabe que están dentro de una historieta.

## Reparto[14]

#### Personajes principales[15]
| Actor                   | Personaje         | Ocupación                        | Nº de episodios | Duración |
| ----------------------- | ----------------- | -------------------------------- | --------------- | -------- |
| Kim Hye-yoon Kim Ji-yoo | Eun Dan-oh        | Estudiante                       | 32              | 2019     |
| Kim Ro-woon             | Ha-ru / Number 13 | Estudiante                       | 32              | 2019     |
| Lee Jae-wook            | Baek Kyung        | Estudiante / Miembro de los "A3" | 32              | 2019     |
| Kim Young-dae           | Oh Nam-joo        | Estudiante / Miembro de los "A3" | 32              | 2019     |
| Lee Na-eun              | Yeo Joo-da        | Estudiante                       | 32              | 2019     |
| Jung Gun-joo            | Lee Do-hwa        | Estudiante / Miembro de los "A3" | 32              | 2019     |
| Lee Tae-ri              | Jin Mi-chae       | Estudiante                       | 32              | 2019     |

#### Personajes recurrentes
| Actor          | Personaje      | Ocupación                   | N.º de episodios | Duración |
| -------------- | -------------- | --------------------------- | ---------------- | -------- |
| Um Hyo-sup     | Eun Moo-young  | Padre de Dan-oh             | -                | 2019     |
| Yoon Jong-hoon | Lee Jo-hwa     | Hermano de Lee Do-hwa       | -                | 2019     |
| Choi Jin-ho    | Baek Dae-sung  | Padre de Baek Kyung         | -                | 2019     |
| Yu Ji-soo      | Ra Hye-young   | Madrastra de Baek Kyung     | -                | 2019     |
| Bae Hyun-sung  | Baek Joon-hyun | Medio Hermano de Baek Kyung | -                | 2019     |
| Yu Ha-bok      | Oh Jae-beol    | Padre de Oh Nam-joo         | -                | 2019     |
| Ji Soo-won     | Cha Ji-hyun    | Madre de Oh Nam-joo         | -                | 2019     |
| Kim Ji-in      | Shin Sae-mi    | Estudiante                  | -                | 2019     |
| Kim Hyun-mok   | Ahn Soo-cheol  | Estudiante                  | -                | 2019     |
| Jung Mi-mi     | Park Yi-jin    | Estudiante                  | -                | 2019     |
| Han Chae-kyung | Kim Ae-il      | Estudiante                  | -                | 2019     |
| Jung Ye-nok    | Kim Il-jin     | Estudiante                  | -                | 2019     |
| Jung Ye-jin    | Lee Sam-jin    | Estudiante                  | -                | 2019     |
| Han Chae-kyung | Kim Ae-il      | Estudiante                  | -                | 2019     |
| Song Ji-woo    | Park Ae-ri     | Estudiante                  | -                | 2019     |
| Kim Jae-hwa    | -              | Maestro de Arte             | -                | 2019     |

#### Otros personajes
| Actor          | Personaje        | Ocupación           | N.º de episodios | Duración |
| -------------- | ---------------- | ------------------- | ---------------- | -------- |
| Kang Min-ji    | Lee Ae-sam       | Estudiante          | -                | 2019     |
| Jung Dae-ro    | Kim Yang-il      | Estudiante          | -                | 2019     |
| Lee Chang-shik | Park Yang-yi     | Estudiante          | -                | 2019     |
| Yoon Jong-bin  | Lee Yang-sam     | Estudiante          | -                | 2019     |
| Jo Deok-hee    | Kim              | Monitor de la Clase | -                | 2019     |
| Oh Jong-min    | Choi Bo-dong     | Estudiante          | -                | 2019     |
| Kim Joon-sung  | Park Mo-bum      | Estudiante          | -                | 2019     |
| Shin Yong-ho   | Shin Ba-ram      | Estudiante          | -                | 2019     |
| Han Myung-hwan | Kang Chul-nam    | Estudiante          | -                | 2019     |
| Jung Ji-hyun   | Han Soo-da       | Estudiante          | -                | 2019     |
| Lee Eun-hye    | Kong Joo-hae     | Estudiante          | -                | 2019     |
| Heo Soo-bin    | Wang Bit-na      | Estudiante          | -                | 2019     |
| Pyo Hyun-jin   | Namgoong Dan-bal | Estudiante          | -                | 2019     |
| Kim Tae-jung   | Chae Yook-in     | Estudiante          | -                | 2019     |

## Episodios
La serie está conformada por 32 episodios, los cuales fueron transmitidos todos los miércoles y jueves a las 8:55p.m. (KST).

### Ratings
Los números en azul indican las puntuaciones más altas, mientras que los números en rojo indican los episodios con menor calificación.
| N.º      | Episodio                             | Fecha de emisión        | AGB Nielsen (Nacional) |
| -------- | ------------------------------------ | ----------------------- | ---------------------- |
| 1        | Dan Oh’s Strange Symptoms            | 2 de octubre de 2019    | 3.1 %                  |
| 2        | The World of Comics                  | 2 de octubre de 2019    | 3.5 %                  |
| 3        | Dan Oh, an Extra Character           | 3 de octubre de 2019    | 2.2 %                  |
| 4        | Someone Saves Dan-oh                 | 3 de octubre de 2019    | 3.3 %                  |
| 5        | Do Hwa Becomes Aware of Himself      | 9 de octubre de 2019    | 2.9 %                  |
| 6        | Summer Camp                          | 9 de octubre de 2019    | 3.9 %                  |
| 7        | Number 13 Finally Talks              | 9 de octubre de 2019    | 2.7 %                  |
| 8        | Dried Squid's Warning                | 9 de octubre de 2019    | 3.1 %                  |
| 9        | Let's Break Up                       | 16 de octubre de 2019   | 3.1 %                  |
| 10       | At Nam Ju’s Birthday Party           | 16 de octubre de 2019   | 4.1 %                  |
| 11       | Haru's Decision                      | 17 de octubre de 2019   | 3.0 %                  |
| 12       | Haru's Name Tag                      | 17 de octubre de 2019   | 3.8 %                  |
| 13       | Haru's Disappearance                 | 23 de octubre de 2019   | 3.1 %                  |
| 14       | Haru Appears Again                   | 23 de octubre de 2019   | 4.1 %                  |
| 15       | Haru's Dream                         | 24 de octubre de 2019   | 3.2 %                  |
| 16       | Trumpet Creeper                      | 24 de octubre de 2019   | 3.5 %                  |
| 17       | Haru is Back                         | 30 de octubre de 2019   | 3.0 %                  |
| 18       | Haru's Past Life                     | 30 de octubre de 2019   | 3.7 %                  |
| 19       | Kyung's Warning to Haru              | 31 de octubre de 2019   | 2.9 %                  |
| 20       | Haru and Dan Oh’s Promise            | 31 de octubre de 2019   | 3.3 %                  |
| 21       | Dried Squid's Identity               | 6 de noviembre de 2019  | 3.1 %                  |
| 22       | A Transfer Student                   | 6 de noviembre de 2019  | 3.6 %                  |
| 23       | Something Seems Off About Ju Da      | 7 de noviembre de 2019  | 3.1 %                  |
| 24       | Kyung's Proposal                     | 7 de noviembre de 2019  | 3.6 %                  |
| 25       | Dan Oh's Condition Gets Worse        | 13 de noviembre de 2019 | 2.9 %                  |
| 26       | Haru is Afraid of Losing Dan Oh      | 13 de noviembre de 2019 | 3.1 %                  |
| 27       | Dried Squid's Past                   | 14 de noviembre de 2019 | 2.7 %                  |
| 28       | Dan Oh is Still Sick                 | 14 de noviembre de 2019 | 3.0 %                  |
| 29       | Ju Da's Decision                     | 20 de noviembre de 2019 | 3.0 %                  |
| 30       | Dan Oh Regains Her Memory            | 20 de noviembre de 2019 | 3.3 %                  |
| 31       | Reconciliation                       | 21 de noviembre de 2019 | [ 41 ]                 |
| 32       | Seuli High School's 115th Graduation | 21 de noviembre de 2019 |                        |
| Promedio | Promedio                             | Promedio                | %                      |

## Música

### Parte 1
| No. | Intérpretes | Canción           | Letra               | Música              | Duración |
| --- | ----------- | ----------------- | ------------------- | ------------------- | -------- |
| 1   | April       | "Feeling"         | TAIBIAN, JeA & Siha | TAIBIAN, JeA & Siha | 3:08     |
| 2   | -           | "Feeling" (Inst.) | -                   | TAIBIAN, JeA & Siha | 3:08     |

### Parte 2
| No. | Intérpretes                           | Canción             | Letra                    | Música                   | Duración |
| --- | ------------------------------------- | ------------------- | ------------------------ | ------------------------ | -------- |
| 1   | Verivery (Minchan, Gyehyeon y Yeonho) | "My Beauty"         | Kim Bum-ju & Kim Si-hyuk | Kim Bum-ju & Kim Si-hyuk | 3:51     |
| 2   | -                                     | "My Beauty" (Inst.) | -                        | Kim Bum-ju & Kim Si-hyuk | 3:51     |

### Parte 3
| No. | Intérpretes | Canción               | Letra           | Música          | Duración |
| --- | ----------- | --------------------- | --------------- | --------------- | -------- |
| 1   | Sondia      | "First Love" (첫사랑) | Epitone Project | Epitone Project | 3:45     |
| 2   | -           | "First Love" (Inst.)  | -               | Epitone Project | 3:45     |

### Parte 4
| No. | Intérpretes     | Canción                            | Letra           | Música          | Duración |
| --- | --------------- | ---------------------------------- | --------------- | --------------- | -------- |
| 1   | Epitone Project | "First Love (Drama Ver.)" (첫사랑) | Epitone Project | Epitone Project | 4:00     |
| 2   | -               | "First Love" (Inst.)               | -               | Epitone Project | 4:00     |

### Parte 5
| No. | Intérpretes | Canción                                         | Letra                   | Música   | Duración |
| --- | ----------- | ----------------------------------------------- | ----------------------- | -------- | -------- |
| 1   | GOTCHA !    | "Today I Wanna Say That I Love You" (오늘은 꼭) | Han-joon y Park Se-joon | GOTCHA ! | 2:36     |
| 2   | -           | "Today I Wanna Say That I Love You" (Inst.)     | -                       | GOTCHA ! | 2:36     |

### Parte 6
| No. | Intérpretes | Canción                                                         | Letra                        | Música                       | Duración |
| --- | ----------- | --------------------------------------------------------------- | ---------------------------- | ---------------------------- | -------- |
| 1   | Sondia      | "The Story That Has Never Been Told" (한 번도 하지 못한 이야기) | Han Kyung-soo y Choi Han-sol | Han Kyung-soo y Choi Han-sol | 4:04     |
| 2   | -           | "The Story That Has Never Been Told" (Inst.)                    | -                            | Han Kyung-soo y Choi Han-sol | 4:04     |

### Parte 7
| No. | Intérpretes | Canción                                   | Letra                            | Música                  | Duración |
| --- | ----------- | ----------------------------------------- | -------------------------------- | ----------------------- | -------- |
| 1   | Stray Kids  | "Never Ending Story" (끝나지 않을 이야기) | Park Se-joon, Taibian y Changbin | Taibian, Baaq y CHKmate | 4:05     |
| 2   | -           | "Never Ending Story" (Inst.)              | -                                | Taibian, Baaq y CHKmate | 4:05     |

## Premios y nominaciones
| Año  | Categoría                                                     | Premio                       | Nominado (a)        | Resultado |
| ---- | ------------------------------------------------------------- | ---------------------------- | ------------------- | --------- |
| 2020 | Best New Artist (Actor)                                       | 5th Asia Artist Award        | Lee Jae-wook        | Ganó      |
| 2020 | Best Rookie Actor                                             | 18th Brand of the Year Award | Lee Jae-wook        | Ganó      |
| 2020 | Best Idol Actor                                               | 18th Brand of the Year Award | Rowoon              | Ganó      |
| 2020 | Best Idol Actress                                             | 18th Brand of the Year Award | Lee Na-eun          | Ganó      |
| 2020 | Outstanding Korean Drama                                      | The Seoul Drama Award        | "Extraordinary You" | Ganó      |
| 2020 | Mejor actor revelación                                        | 56th Baeksang Arts Award     | Lee Jae-wook        | Nominado  |
| 2020 | Mejor actor revelación                                        | 7th APAN Star Award          | Lee Jae-wook        | Nominado  |
| 2019 | Mejor actor revelación                                        | 2019 MBC Drama Award         | Rowoon              | Ganó      |
| 2019 | Mejor actor revelación                                        | 2019 MBC Drama Award         | Lee Jae-wook        | Ganó      |
| 2019 | Mejor actor revelación                                        | 2019 MBC Drama Award         | Kim Young-dae       | Nominado  |
| 2019 | Mejor actriz revelación                                       | 2019 MBC Drama Award         | Lee Na-eun          | Nominada  |
| 2019 | Excellence Award for an Actress in a Wednesday-Thursday Drama | 2019 MBC Drama Award         | Kim Hye-yoon        | Ganó      |
| 2019 | Best Supporting Cast in a Wednesday-Thursday Drama            | 2019 MBC Drama Award         | Lee Tae-ri          | Nominado  |
| 2019 | Mejor actriz revelación                                       | 2019 MBC Drama Award         | Kim Hye-yoon        | Ganó      |
| 2019 | Serie del año                                                 | 2019 MBC Drama Award         | Extraordinary You   | Ganó      |
| 2019 | Mejor actor revelación                                        | 32nd Grimae Award            | Rowoon              | Ganó      |

## Producción
La serie también es conocida como "Extraordinary You", "July Found by Chance" y "Suddenly One Day".
Fue desarrollada por Kim Dae-jin, dirigida por Kim Sang-hyeop, escrita por In Ji-hye y Song Ha-young, mientras que la producción estuvo a cargo de Namkoong Sung-woo, quien contó con el apoyo en la producción ejecutiva de Kim Dong-rae.
La primera lectura del guion fue realizada en el 2019.
La conferencia de prensa fue realizada el 2 de octubre del 2019.
La serie contó con la compañía de producción "RaemongRaein Co., Ltd.".

### Distribución internacional
El 26 de febrero de 2021 se anunció que la serie junto a otros dramas ya estaban disponibles en el sudeste asiático en Viki.
El 15 de febrero de 2025 la televisora TV Azteca anunció que para el 5 de marzo la serie se emitirá en televisión abierta través del canal Azteca 7 en México